# Trasideu d'Elis (polític)
Trasideu d'Elis (en llatí Thrasydaeus, en grec antic Θρασυδαῖος) fou el cap del partit democràtic d'Elis.
Quan el rei Agis II d'Esparta va envair Elis l'any 400 aC, els oligarques dirigits per Xènies van intentar eliminar els seus rivals i en van matar a uns quants i entre ells a un home que s'assemblava a Trasideu al que van confondre. El partit democràtic va quedar molt afectat i semblava que estava sense líder. Però Trasideu, que en realitat havia estat dormint una borratxera, es va despertar i es va posar al capdavant de la contrarevolució i va derrotar els oligarques.
Agis es va retirar d'Èlide cap a l'any 399 aC, però va deixar una guarnició a Epitàlion que va dirigir sovint incursions a la resta del país fins que el 398 aC Trasideu va haver de demanar la pau i oferir una completa submissió, segons diu Xenofont.
És probablement el mateix personatge que un anomenat Trasileu d'Elis, que el 403 aC va enviar dos talents per ajudar a Trasibul d'Atenes en la seva lluita contra els Trenta tirans.